# Purdy (Missouri)
Pour les articles homonymes, voir Purdy.
Purdy est une ville du comté de Barry, dans le Missouri, aux États-Unis,. Située au pied des monts Ozarks, au nord du comté, elle est incorporée en 1904.

## Démographie
Lors du recensement de 2010, la ville comptait une population de 1 098 habitants. Elle est estimée, en 2016, à 1 102 habitants.

## Source de la traduction
- (en) Cet article est partiellement ou en totalité issu de l’article de Wikipédia en anglais intitulé « Purdy, Missouri » (voir la liste des auteurs).